# 2011 في تشاد
أحداث العام 2011 في  تشاد.

## في السلطة
- الرئيس : إدريس ديبي
- رئيس الوزراء : إيمانويل نادينغار

## أحداث

### أبريل
- أبريل - عاد آلاف التشاديين الذين فروا إلى ليبيا خلال الحرب الأهلية إلى وطنهم الأصلي. [1]

### يوليو
- 9-22 يوليو - الحكومة التشادية تطلب من السنغال متابعة إرسال الرئيس السابق حسين حبري إلى بلجيكا لمحاكمته والحكم عليه بارتكاب جرائم ضد الإنسانية خلال فترة رئاسته. [2] [3] [4] [5] [6]

### أغسطس
- تستمر الكوليرا في تدمير سكان تشاد، وكذلك البلدان الأخرى المجاورة لبحيرة تشاد. [7]

### نوفمبر
- يمنح صندوق البيئة العالمي تشاد والبلدان المجاورة 20 مليون دولار للمساعدة في تشجيع الممارسات المستدامة فيما يتعلق بالطاقة والموارد الطبيعية. [8]

### ديسمبر
- 6 ديسمبر - منظمة الأغذية والزراعة تؤسس برنامجا للمساعدة في تخفيف حدة الجوع في تشاد. [9]
- 8 ديسمبر - حكومة تشاد تعمل على بناء مناهضة للاتجار بالأطفال داخل البلاد. [10]
- 13 ديسمبر - أعلنت المحكمة الجنائية الدولية أن تشاد لم تف بالتزاماتها كعضو بإخفاقها في اعتقال عمر البشير في أغسطس من العام السابق. [11]